# Чемпионат Санкт-Петербурга по пляжному футболу
Чемпионат Санкт-Петербурга по пляжному футболу — соревнование по пляжному футболу среди мужских команд, разыгрываемое в городе Санкт-Петербург. Первый городской чемпионат по пляжному футболу состоялся на стадионе пляжных видов спорта и проходил с 12 июня по 19 августа 2006 года. На открытие турнира присутствовал Президент РФС Виталий Мутко. Историческую победу в дебютном турнире завоевала команда TIM
Действующим победителем является команда «Кристалл», побеждавшая в турнире пять раз.
Также проводится чемпионат Санкт-Петербурга по пляжному футболу в закрытых помещениях и чемпионат Санкт-Петербурга по пляжному футболу среди женщин.

## Участники
Команды, принимавшие участие в чемпионате Санкт-Петербурга по пляжному футболу в сезоне 2023 года:
- Apollo
- Farm Gunners
- Лекс
- Армейцы с Невы
- Молодёжная сборная Санкт-Петербурга
- Кристалл
- ЦПС «Пляж»

## Результаты
| Год  | Уч. | 1 место       | 2 место          | 3 место                  |
| ---- | --- | ------------- | ---------------- | ------------------------ |
| 2006 | 12  | TIM           | Морион           | СПбГУ                    |
| 2007 | 12  | TIM           | IBS              | Фрико                    |
| 2008 | 12  | Спорт уик-энд | Коломяги-TIM     | НОМОС БЭНД               |
| 2009 | 12  | Arsenal IBS   | ВУЛКАН           | Фрико                    |
| 2010 | 12  | Невский Фронт | НОМОС БЭНД       | Arsenal IBS              |
| 2011 | 7   | FC CITY       | Кристалл         | IBS                      |
| 2012 | 6   | IBS           | Кристалл         | KEYSTONE                 |
| 2013 | 8   | IBS           | FC CITY — Лукойл | Кристалл                 |
| 2014 | 6   | Подводник     | FC CITY          | Кристалл                 |
| 2015 | 6   | Золотой       | Кристалл         | Петроградец              |
| 2016 | 10  | Кристалл      | Петроградец      | Альянс                   |
| 2017 | 8   | FC CITY       | Кристалл         | Альянс                   |
| 2018 | 8   | Кристалл      | Лекс             | FC CITY                  |
| 2019 | 10  | FC CITY       | Лекс             | Кристалл                 |
| 2021 | 6   | Кристалл      | НЕВА             | Студия 239               |
| 2022 | 7   | Кристалл      | Студия 239       | Сборная Санкт-Петербурга |
| 2023 | 7   | Кристалл      | Лекс             | ЦПС «Пляж»               |

## Награды
| Год  | Лучший вратарь                   | Лучший игрок                       | Лучший бомбардир                               |
| ---- | -------------------------------- | ---------------------------------- | ---------------------------------------------- |
| 2006 | Александр Бегунов (TIM)          | Игорь Ларионов (TIM)               | Сергей Лошаков (СВН-сервис, 32 гола)           |
| 2007 | Антон Голубев (Фрико)            | Буру (IBS)                         | Станислав Бирюков (TIM, 33 гола)               |
| 2008 | Дмитрий Федоренко (Коломяги-TIM) | Дмитрий Корсаков (Спорт уик-энд)   | Дмитрий Алексеев (PVG, 51 гол)                 |
| 2009 | Данила Ипполитов (Arsenal IBS)   | Агельяров Станислав (Arsenal IBS)  | Александр Курткириев (ВУЛКАН, 27 голов)        |
| 2010 |                                  |                                    | Юрий Красовский (НОМОС БЭНД, 22 гола)          |
| 2011 | Иван Островский (Кристалл)       | Кирилл Филиппов (FC CITY)          | Алексей Крутиков (IBS, 18 голов)               |
| 2012 |                                  |                                    | Максим Андреев (Лукойл Северо-Запад, 18 голов) |
| 2013 | Владислав Белогрудов (IBS)       | Кирилл Филиппов (FC CITY — Лукойл) | Дмитрий Корсаков (Студия 239, 18 голов)        |
| 2014 |                                  |                                    | Александр Настевич (Петроградец, 18 голов)     |
| 2015 |                                  |                                    | Андрей Андреев (Золотой, 17 голов)             |
| 2016 |                                  |                                    | Ян Пелецкий (Кристалл, 23 гола)                |
| 2017 | Александр Панфилов (CITY)        | Владислав Аксёнов (Кристалл)       | Ян Пелецкий (Кристалл, 25 голов)               |
| 2018 |                                  |                                    | Павел Иващенко (Альянс, 18 голов)              |
| 2019 |                                  |                                    | Иван Веселов (Яблочная, 16 голов)              |
| 2021 | Дмитрий Васильев (Студия 239)    | Егор Ремизов (Кристалл)            | Сергей Степлиани (Лекс, 15 голов)              |
| 2022 | Иван Островский (Кристалл)       | Егор Ремизов (Кристалл)            | Николай Крышанов (Студия 239, 14 голов)        |
| 2023 |                                  |                                    | Сергей Степлиани (Армейцы с Невы, 15)          |